# 西晋末年流民起义
西晋末年流民起义战争，晋惠帝元康六年（296年）至晋愍帝建兴三年（315年），各族流民反抗西晋的起义战争。

## 概述
晋武帝太康元年（280年），西晋灭亡东吴，统一中国。不久，王朝内部矛盾激化，宗室诸王争位爆发八王之乱，战祸连年；同时天灾不断，疾疫流行，赋役如故，大量被迫沦为流民，不断爆发反晋起义。
元康二年（292年）匈奴人郝散起兵攻打上党郡（今山西省潞城市东北）。两年后，其弟郝度元联合冯翊郡、北地郡的马兰羌、卢水胡之兵反晋，秦州（治今甘肃省甘谷县东）、雍州（治今陕西省西安西北）二州氐、羌几十万民众纷起响应，共推氐帅齐万年为帝。先后攻打天水郡、略阳郡、始平郡、武都郡、阳平郡，晋军战败。西晋朝廷派积弩将军孟观率京师宿卫军前往镇压，起义失败，齐万年被俘。从此，各地的流民起义此起彼伏。
永宁元年（301年）十月，略阳巴氐人李特、李雄领导秦州、雍州六郡流民在益州（治今四川省成都）起义。当时关中干旱地，连年饥荒，六郡汉、氐、羌、賨等各族民众10余万人经汉川流入巴蜀地区就食，当地官府逼迫他们返乡，激起民变，多次击败晋军，攻占广汉，进围成都。李特与蜀人约法三章，赈济贫民，得到益州民众的支持。后李特战死，其弟李流和其子李雄继续统率义军，太安二年（303年）闰十二月，击走西晋益州刺史罗尚，攻下成都。翌年，李雄称成都王，后称帝，建立成国。成玉恒四年（338年）四月，李特弟李骧之子李寿即位，改国号为汉。秦州、雍州六郡流民起义，是西晋末年流民起义中规模最大的一次。李雄建立的成汉，共存44年，直至成汉嘉宁二年（347年）被东晋都督荆州、司州等六州诸军事桓温领军所灭。
太安二年（303年），晋朝在荆州征兵到益州镇压李雄，荆州民众强烈反抗。曾任县吏的义阳郡（今河南省信阳市西北）蛮民首領张昌，在安陆（今湖北省云梦县）石岩山聚众起义，荆州地区的流民和逃避兵役的丁壮纷纷参加。张昌立山都县（今湖北省谷城县东南）吏丘沈为天子，自为相国。趁西晋八王之乱之机，分兵四出攻城。南破武昌郡（今湖北鄂州市）、长沙郡、湘东郡（今湖南衡阳市）、零陵郡，东攻弋阳郡（今河南省潢川县西），北破宛城（今河南省南阳市）、襄阳，杀死西晋都督荆州诸军事新野王司马歆。部将石冰、封云率领东路军，攻占江州（治今南昌市）、扬州（治今南京市）二州。其势力扩大到荆州、江州、徐州（治今江苏省徐州市）、扬州、豫州（治今河南省淮阳县）五州的大部地区。七月，西晋荆州刺史刘弘调集大军攻张昌，陶侃率部击败张昌。次年八月，张昌被俘杀。
永嘉四年（310年）九月，雍州部分民众到宛县一带就食，晋朝朝廷流民归还故里，遭到流民强烈反抗。京兆人王如在宛县发动起义，南安人庞寔、冯翊人严嶷、京兆人侯脱率众响应，达到四五万人，于汉、沔及襄阳一带，多次打败晋军。王如自称大将军，领司州、雍州二州牧，王如乘汉镇东大将军石勒率部进至宛县，借机与他联结清灭异己，最后他也被石勒击败。永嘉六年（312年）王如投降西晋扬州刺史王敦，被杀。
永嘉五年（311年）巴蜀流民流亡荆、湘地区。湘州刺史荀眺想要尽诛流民。四、五万家流民愤而造反，共推蜀人杜弢为主。杜弢自称梁州、益州二州牧，领湘州刺史，率众攻占长沙，生擒荀眺。攻克零陵、桂阳（今湖南省郴州市），又东击武昌、沔阳，占据豫章（今南昌市）多次击败晋军。建兴三年（315年）琅琊王司马睿派征南将军王敦、荆州刺史陶侃率领大军，围攻杜弢，义军将士死伤甚众，部将王真降晋。杜弢突围，死在途中。
在北方中原爆发的多起民众起义中石勒和王弥领导的山东、河北起义形响最大。
永兴二年（305年）七月，石勒同马牧帅汲桑率数百骑参加公师藩在赵魏的反晋起义。公师藩兵败被杀。永嘉元年（307年）三月，石勒和汲桑再次起义。五月，攻占邺城（今河北临漳西南），杀死新蔡王司马腾。八月，在东武阳被兖州刺史苟晞打败，汲桑被杀，石勒投靠汉王刘渊。
光熙元年（306年）三月，东莱郡（治今山东省莱州市）大族王弥随刘伯根率领万人反晋。刘伯根死後，王弥转战今河北、山东、安徽、河南等地，有兵马几个万。永嘉二年（308年）五月，兵临洛阳（今洛阳东北），后来司徒王衍将他击败，王弥也投奔刘渊。后来永嘉五年（311年），石勒、王弥与刘曜在汉国刘聪的旗下，攻下洛阳，俘虏晋怀帝，即永嘉之乱。